# Brian Calderara
Brian Alejandro Calderara (Crespo, 10 gennaio 1998) è un calciatore argentino, difensore del Newell's Old Boys.

## Carriera
Cresciuto nel settore giovanile del Newell's Old Boys, nel 2021 viene prestato all'Atlético Rafaela, dove fa il suo esordio il 12 marzo seguente, in occasione dell'incontro perso per 4-2 contro il San Martín (SJ) nel campionato di Primera B Nacional.

## Statistiche

### Presenze e reti nei club
Statistiche aggiornate al 25 giugno 2022.
| Stagione        | Squadra          | Campionato      | Campionato | Campionato | Coppe nazionali | Coppe nazionali | Coppe nazionali | Coppe continentali | Coppe continentali | Coppe continentali | Altre coppe | Altre coppe | Altre coppe | Totale | Totale |
| Stagione        | Squadra          | Comp            | Pres       | Reti       | Comp            | Pres            | Reti            | Comp               | Pres               | Reti               | Comp        | Pres        | Reti        | Pres   | Reti   |
| --------------- | ---------------- | --------------- | ---------- | ---------- | --------------- | --------------- | --------------- | ------------------ | ------------------ | ------------------ | ----------- | ----------- | ----------- | ------ | ------ |
| 2021            | Atlético Rafaela | PN              | 20         | 0          | CA              | 1               | 0               |                    | -                  | -                  |             | -           | -           | 21     | 0      |
| 2022            | Barracas Central | PD              | 5          | 0          | CA+CdL          | 1+10            | 0               |                    | -                  | -                  |             | -           | -           | 16     | 0      |
| Totale carriera | Totale carriera  | Totale carriera | 25         | 0          |                 | 12              | 0               |                    | -                  | -                  |             | -           | -           | 37     | 0      |